# Lyponia alternata
Lyponia alternata is een keversoort uit de familie netschildkevers (Lycidae). De wetenschappelijke naam van de soort werd in 1927 gepubliceerd door Maurice Pic.